# Laetacara araguaiae
Laetacara araguaiae é uma espécie de peixe, que foi descrita pela primeira vez por Ottoni e Costa, em 2009. Laetacara araguaiae pertence ao gênero Laetacara e à família Cichlidae.